# Andreas II Ruckers

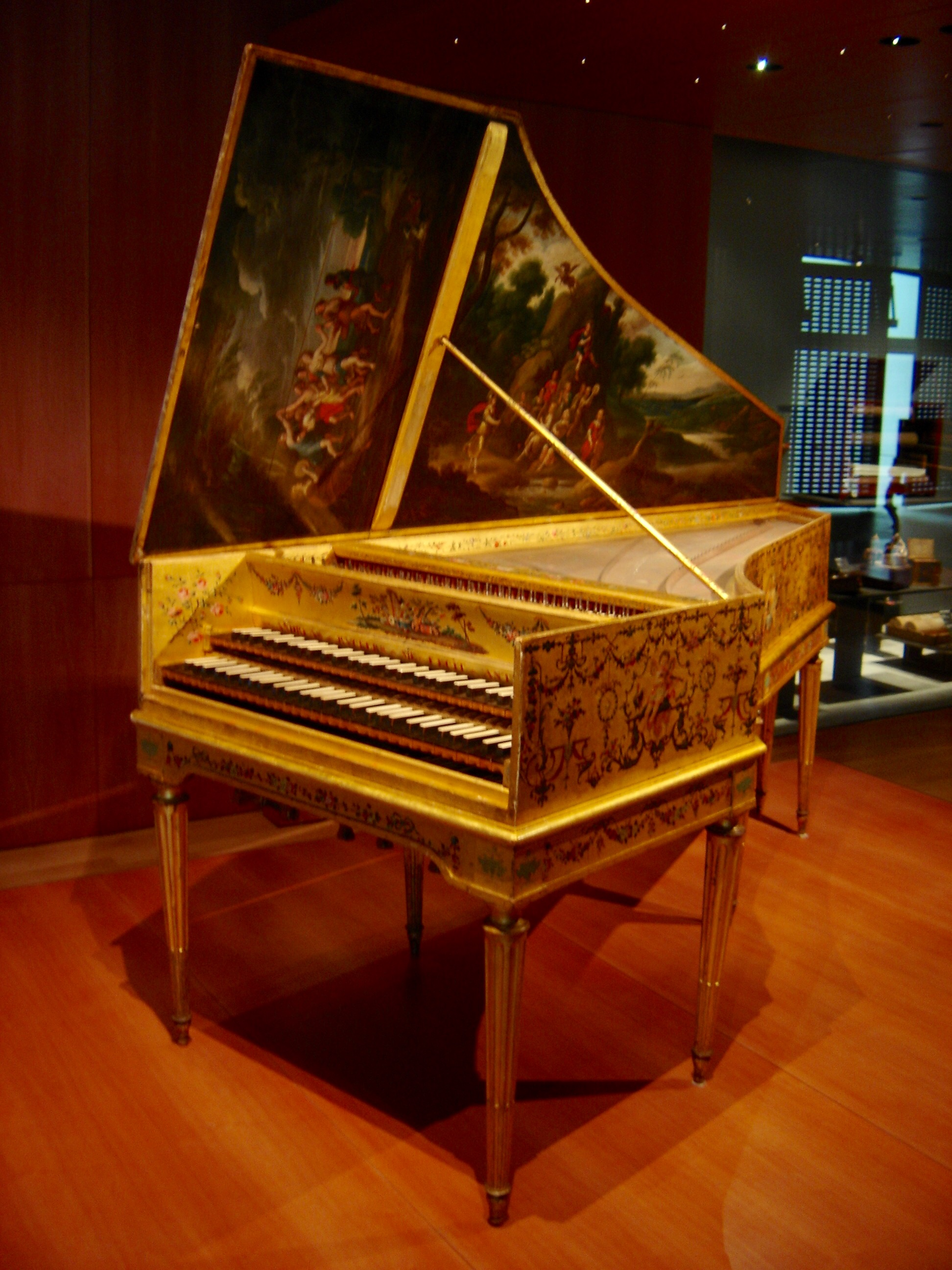
Andreas Ruckers (1646)
ravalements par
F.E. Blanchet (vers 1720, 1756)
P. Taskin (1770, 1780)
Paris, Musée de la musique

Andreas (II) Ruckers (Anvers, mars 1607 - Anvers, 1654 ou 1655) est un facteur de clavecins flamand actif à Anvers pendant le XVIIe siècle. On l'identifie aussi comme Andreas le Jeune, pour le distinguer de son père, Andreas l'Ancien, dont il poursuivit l'activité. Il est un des représentants de la célèbre famille Ruckers à la troisième génération, avec son cousin germain Ioannes Couchet qui continua, quant à lui, l'activité de leur oncle Ioannes Ruckers.
Avant 1644, il est difficile de distinguer le travail du père et du fils, travaillant ensemble depuis la période d'apprentissage du fils  et portant tous deux le même prénom. Il est probable que les instruments construits postérieurement et simplement signés "Andreas Ruckers" sont l'ouvrage du fils.